# Ihre romantische Nacht
Ihre romantische Nacht (Originaltitel: Her Night of Romance) ist eine US-amerikanische Stummfilmkomödie aus dem Jahr 1924 von Sidney Franklin mit Constance Talmadge und Ronald Colman in den Hauptrollen. Den Verleih übernahm First National.

## Handlung
Der amerikanische Millionär Samuel Adams bringt seine Tochter Dorothy wegen ihrer Herzprobleme zu einem Spezialisten nach England. Damit sie nicht von der Presse und Glücksrittern gejagt wird, schminkt sich Dorothy äußerst unscheinbar. Der verarmte Lord Paul Menford erspäht sie ohne die abscheuliche Verkleidung und verliebt sich sofort in sie. Als er mit seinem Onkel Dr. Wellington, dem Herzspezialisten, den Adams aufsucht, verwechselt wird, geht er mit, um sie kennenzulernen. In der Zwischenzeit verkauft sein Agent Joe Diamond das Anwesen der Familie Menford an Adams. Als Paul die List schließlich zugibt, schickt Dorothy ihn fort. Am Abend betrinkt er sich und geht nach Hause, nur hat er vergessen, dass er nicht mehr auf dem Menford-Anwesen lebt. Er kriecht in sein altes Zimmer, nur um dort Dorothy zu finden. Erschrocken schickt sie ihn hinaus und verbarrikadiert sicherheitshalber die Tür. Er betritt das Zimmer jedoch durch eine andere Tür. Als sie ohnmächtig wird, hebt er sie hoch und trägt sie in ein anderes Schlafzimmer. Sein ehemaliger alter Butler sieht ihn dabei.
Am nächsten Morgen kommt Dorothy zum Frühstück herunter und ist verärgert, als sie feststellt, dass der Butler zwei Gedecke auf den Tisch gestellt hat. Als einer von Pauls Freunden unerwartet auftaucht und die beiden beim gemeinsamen Essen erwischt, stellt Paul Dorothy als seine Frau vor, um einen Skandal zu vermeiden. Der Butler hört mit und bald hat sich die freudige Neuigkeit im ganzen Dorf herumgesprochen. Als sich die Dorfbewohner draußen versammeln, um dem Frischvermählten lautstark alles Gute zu wünschen, glaubt auch der ankommende Mr. Adams, dass seine Tochter geheiratet hat. Paul versucht schließlich, die Sache aufzuklären, aber Adams denkt, er mache nur Witze. Adams ist erst überzeugt, als er Paul dabei erwischt, wie er sich darauf vorbereitet, in einem anderen Schlafzimmer zu schlafen als seine „Frau“. Nachdem sie ihre anfängliche Abneigung gegen Paul überwunden hat, stimmt sie seinem Vorschlag zu, dass sie wirklich heiraten. Als sie jedoch hört, wie Joe Diamond Paul zu seiner reichen Erbin gratuliert und wie versprochen 10 % verlangt, wird die Hochzeit abgesagt. 
Dorothys Vater sieht, dass sie ohne Paul untröstlich ist. Paul kommt zurück, nachdem er einen Brief von ihr erhalten hat, in dem sie sich für ihr Verhalten entschuldigt und ihn bittet, sie zu besuchen, bevor er nach Paris aufbricht. Sie ist verwirrt, da sie den Brief nicht geschrieben hat. Während Paul einige seiner Sachen packt, befragt sie ihren Vater, der gesteht, dass er dafür verantwortlich ist. Sie bittet ihn, etwas zu tun, um Paul davon abzuhalten, zu gehen. Er lässt Pauls Auto wegschicken und erzeugt mit einem Schlauch einen künstlichen Regensturm. Paul ist zunächst irritiert, sieht dann aber, dass es nur auf einer Seite des Hauses regnet. Als Paul erkennt, dass Dorothy ihn immer noch liebt, küsst er sie.

## Hintergrund
William Cameron Menzies und Park French oblag die künstlerische Leitung.

## Veröffentlichung
Die Premiere des Films fand im Oktober 1924 statt. 1925 kam er im Deutschen Reich und in Österreich in die Kinos.

## Kritiken
Der Filmkritiken-Aggregator Rotten Tomatoes hat in einer Auswertung ein Publikumsergebnis von 60 Prozent positiver Bewertungen ermittelt.
Mordaunt Hall von der The New York Times befand, der Film sei eine lebendige, bildhafte Farce-Komödie, mit der schönen und spritzigen Constance Talmadge als Hauptattraktion, während Colman eine leichte und natürliche Leistung liefere.
Robert E. Sherwood bilanzierte im Magazin Life, die Angelegenheit werde durch den Regisseur Sidney Franklin und die Hauptdarsteller Constance Talmadge und Ronald Coleman mehr als gerettet. Das Ergebnis ihrer Aktivitäten sei ein ziemlich regelmäßiger Nachschub an Lachern.